# 菊池ビルサービス
菊池ビルサービス株式会社（きくちビルサービス、英称：Kikuchi Building Service Co., LTD.）は、東京都西東京市谷戸町にある菊池建設のグループ会社である。

## 沿革
- 2006年 10月菊池建設のリフォーム・修繕部門として「菊池ビルサービス株式会社」を設立
- 2010年  4月任期満了に伴い、前代表取締役　竹内僚が退任し、新代表取締役　菊池俊一が就任
- 2016年  9月資本金3,000万円に増資
- 2016年 12月任期満了に伴い、前代表取締役　菊池俊一が退任し、新代表取締役　吉村幸男が就任
- 2018年  9月菊池建設に吸収合併

| スタブアイコン | サブスタブ | この項目は、まだ閲覧者の調べものの参照としては役立たない、企業に関連した書きかけの項目です。この項目を加筆・訂正などしてくださる協力者を求めています（PJ:経済）。 |